# Баксарский сельсовет
Баксарский сельсовет — упразднённые административно-территориальная единица и муниципальное образование со статусом сельского поселения в Лебяжьевском районе Курганской области Российской Федерации.
Административный центр — село Центральное.

## История
Статус и границы сельского поселения установлены Законом Курганской области от 4 ноября 2004 года № 708 "Об установлении границ муниципального образования Баксарского сельсовета, входящего в состав муниципального образования Лебяжьевского района"
Законом Курганской области от 30 мая 2018 года N 47, в состав Баксарского сельсовета были включены все два населённых пункта упразднённого Калашинского сельсовета.
10 декабря 2020 года Баксарский сельсовет упразднён в связи с преобразованием Лебяжьевского муниципального района в муниципальный округ.

## Население
| 1989 | 2002 | 2004 | 2010 | 2012 | 2013 | 2014 |
| ---- | ---- | ---- | ---- | ---- | ---- | ---- |
| 891  | ↘851 | ↘805 | ↘654 | ↘619 | ↘610 | ↘572 |
| 2015 | 2016 | 2017 | 2018 | 2019 | 2020 |      |
| ↘548 | ↘535 | ↘527 | ↘520 | ↗671 | ↘657 |      |

## Состав сельского поселения
| № | Населённый пункт | Тип населённого пункта       | Население |
| - | ---------------- | ---------------------------- | --------- |
| 1 | Центральное      | село, административный центр | ↘527      |
| 2 | Александровка    | деревня                      | ↘33       |
| 3 | Калашное         | село                         | ↘244      |